# ميناء أرقين البري
معبر أرقين البحري أو ميناء أرقين البري معبر حدودي بين مصر والسودان على بعد 326 كم جنوب مدينة أسوان المصرية،وعلى بعد 850 كم شمال العاصمة السودانية الخرطوم، يقع على الضفة الغربية لنهر النيل عند بحيرة النوبة.

## الوصف
يقع ميناء آرقين على الحدود المصرية السودانية، ويُعتبر نقطة الانطلاق الأولى لمحور الإسكندرية / كيب تاون، وخاصة أنه يربط أكبر تكتل أفريقي من البحر المتوسط حتى المحيط الاطلنطي، ويخدم الحركة التجارية مع 15 دولة أفريقية تقع على الطريق التجاري البرى لهذه الدول. يحتوى الميناء على صالتي سفر ووصول بطاقة 1881 لكل اتجاه وساحة للشاحنات والسيارات وطريقين رئيسين في إتجاهي الوصول والسفر حيث يبلغ طول كل منها 454 متر، وبعرض 18 متر، بالإضافة إلى تخصيص طريق لمرور الجمال ورؤوس الماشية . وأشار مدير المنفذ بأن المساحة الإجمالية للمشروع تبلغ 130 ألف م2 حيث تضم دائرة جمركية تعمل بنظام الشباك الواحد للقضاء على التعقيدات الموجودة في عملية إنهاء الإجراءات المختلفة وتحقيق السيولة والتسهيلات اللازمة لزيادة حجم التبادل التجاري مع كافة الدول، بجانب صالتي سفر ووصول وساحة للشاحنات والسيارات والأتوبيسات والمقامة على مساحة 20 ألف م2، بالإضافة إلى تخصيص قطعتين أرض فضاء بمساحة 20 ألف م2 لاستغلالها كامتداد مستقبلي لمضاعفة ساحات الانتظار.